# Sceloenopla haroldi
Sceloenopla haroldi es una especie de insecto coleóptero de la familia Chrysomelidae. Fue descrita científicamente en 1878 por Baly.